# 御家人領
御家人領（ごけにんりょう）は、中世日本、特に鎌倉幕府における御家人の所領・所職を指す。

## 概要
御家人の多くは源頼朝の時代にこれに従って本領安堵を受け、その後は勲功の評価によって新たに新恩所領所職を与えられる（具体的には地頭職への補任）ことで御家人領が形成された。御家人領は京都大番役・鎌倉番役・関東御公事などの「御家人役」に勤仕するための経済的基盤であるとともに幕府と御家人の間の御恩と奉公の関係に具体性を持たせるものであったから、更に御家人領の喪失は御家人役の賦課を困難にして幕府の統治体制に深刻な影響を与えた。そのため、鎌倉幕府は御家人領の保護に努めるとともに非御家人への流出（売買・譲渡・質入）を阻止しようとした。
早い段階より新恩所領の売買を禁じていたが、仁治元年（1240年）は本領などの私領に対しても非御家人への売買が禁止された。永仁5年（1297年）の永仁の徳政令などもこうした御家人領保護政策の一環として考えられる。だが、御家人領の流出は収まらず、御家人役の賦課が困難になるとともに所領・所職を持たない「無足の御家人」が増加することになり、鎌倉幕府の基盤が脅かされることとなった。